# Kleine achtarm
De kleine achtarm (Eledone cirrhosa) is een inktvis.
De soort kan een lengte van 50 cm, een spanwijdte van 70 cm en een gewicht van 1 kg bereiken. Het is een slanke inktvis met geelachtige oranjebruine kleur. De huid is bedekt met kleine knobbeltjes en met een rij zuignappen op de puntige armen. De soort voedt zich voornamelijk met krabben en kreeftachtigen.
De soort wordt vaak aangetroffen op de rotsachtige bodem op diepten van 10-150 meter. De soort komt voor in de Atlantische Oceaan, van IJsland tot Marokko, in de Noordzee en in de Middellandse Zee.
De soort wordt commercieel bevist met bodemtrawl of met zegens.